# Río Tuapsé
El río Tuapsé (en adigué y en ruso: Туапсе, que significa "dos ríos") es un río de montaña con muchos afluentes del krai de Krasnodar, en el Cáucaso Occidental, en el sur de Rusia. Discurre completamente por el raión de Tuapsé. Desemboca en el mar Negro en Tuapsé.

## Curso
Nace en las laderas meridionales del Cáucaso Occidental. Tiene 43 km de longitud, una cuenca de 352 km² y un caudal medio de 14.2 m³/s, que llega a los 1 200 m³/s en época de crecidas. Sus afluentes más importantes son el Chilipsi, el Peus, el Pshiajo y el Tsypka. Atraviesa las siguientes localidades (desde su nacimiento a su desembocadura): Indiuk, Krivenkovskoye, Gueorguiyevskoye, Kirpichnoye, Tsypka, Grecheski, Krásnoye, Mesazhai, Jolodni Rodnik, Prígorodni, Zarechie y Tuapsé, donde desemboca.

## Turismo
El valle del río con la excepción de su desembocadura, es estrecho, con laderas altas y empinadas. Sus crecidas, generalmente tras fuertes lluvias torrenciales, son significativas, y depositan una gran cantidad de material en la franja costera. Forma parte de rutas turísticas debido a la belleza de los bosques y que cubren los montes que atraviesa el río.